# Olympische Sommerspiele 1932/Fechten
Bei den X. Olympischen Sommerspielen 1932 in Los Angeles fanden sieben Wettbewerbe im Fechten statt. Austragungsort war die 160th Regiment State Armory im Exposition Park, in der Nähe des Los Angeles Memorial Coliseum.

## Bilanz

### Medaillenspiegel
| Platz | Land               | Gold | Silber | Bronze | Gesamt |
| ----- | ------------------ | ---- | ------ | ------ | ------ |
| 1     | Königreich Italien | 2    | 4      | 2      | 8      |
| 2     | Frankreich         | 2    | 1      | –      | 3      |
| 3     | Ungarn             | 2    | –      | 2      | 4      |
| 4     | Österreich         | 1    | –      | –      | 1      |
| 5     | Vereinigte Staaten | –    | 1      | 2      | 3      |
| 6     | Großbritannien     | –    | 1      | –      | 1      |
| 7     | Polen              | –    | –      | 1      | 1      |

### Medaillengewinner
| Konkurrenz         | Gold                                                                                                | Silber                                                                                              | Bronze                                                                                                  |
| ------------------ | --------------------------------------------------------------------------------------------------- | --------------------------------------------------------------------------------------------------- | --- |
| Degen Einzel       | Giancarlo Cornaggia-Medici                                                                          | Georges Buchard                                                                                     | Carlo Agostoni                                                                                          |
| Degen Mannschaft   | Georges Buchard, Philippe Cattiau, Fernand Jourdant, Jean Piot, Bernard Schmetz, Georges Tainturier | Carlo Agostoni, Giancarlo Cornaggia-Medici, Renzo Minoli, Saverio Ragno, Franco Riccardi            | George Calnan, Miguel de Capriles, Gustave Heiss, Tracy Jaeckel, Frank Righeimer, Curtis Shears         |
| Florett Einzel     | Gustavo Marzi                                                                                       | Joseph Levis                                                                                        | Giulio Gaudini                                                                                          |
| Florett Mannschaft | René Bondoux, René Bougnol, Philippe Cattiau, Édward Gardère, René Lemoine, Jean Piot               | Giulio Gaudini, Gioacchino Guaragna, Gustavo Marzi, Giorgio Pessina, Ugo Pignotti, Rodolfo Terlizzi | Hugh Alessandroni, George Calnan, Dernell Every, Joseph Levis, Frank Righeimer, Richard Steere          |
| Säbel Einzel       | György Piller                                                                                       | Giulio Gaudini                                                                                      | Endre Kabos                                                                                             |
| Säbel Mannschaft   | Aladár Gerevich, Gyula Glykais, Endre Kabos, Ernő Nagy, Attila Petschauer, György Piller            | Renato Anselmi, Arturo De Vecchi, Giulio Gaudini, Gustavo Marzi, Ugo Pignotti, Emilio Salafia       | Władysław Dobrowolski, Tadeusz Friedrich, Leszek Lubicz-Nycz, Adam Papée, Władysław Segda, Marian Suski |

| Konkurrenz     | Gold        | Silber        | Bronze     |
| -------------- | ----------- | ------------- | ---------- |
| Florett Einzel | Ellen Preis | Judy Guinness | Erna Bogen |

## Ergebnisse Männer

### Degen Einzel
| Platz | Land | Sportler                   | Punkte |
| ----- | ---- | -------------------------- | ------ |
| 1     | ITA  | Giancarlo Cornaggia-Medici | 18     |
| 2     | FRA  | Georges Buchard            | 16     |
| 3     | ITA  | Carlo Agostoni             | 15     |
| 4     | ITA  | Saverio Ragno              | 14     |
| 5     | FRA  | Bernard Schmetz            | 14     |
| 6     | FRA  | Philippe Cattiau           | 13     |
| 7     | USA  | George Calnan              | 13     |
| 8     | BEL  | Xavier De Beukelaer        | 08     |
| 9     | SWE  | Sven Thofelt               | 08     |
| 10    | ARG  | Raúl Saucedo               | 07     |

Datum: 8. bis 9. August 1932 

28 Teilnehmer aus 12 Ländern

### Degen Mannschaft
| Platz | Land | Sportler                                                                                            |
| ----- | ---- | --------------------------------------------------------------------------------------------------- |
| 1     | FRA  | Georges Buchard, Philippe Cattiau, Fernand Jourdant, Jean Piot, Bernard Schmetz, Georges Tainturier |
| 2     | ITA  | Carlo Agostoni, Giancarlo Cornaggia-Medici, Renzo Minoli, Saverio Ragno, Franco Riccardi            |
| 3     | USA  | George Calnan, Miguel de Capriles, Gustave Heiss, Tracy Jaeckel, Frank Righeimer, Curtis Shears     |
| 4     | BEL  | Xavier De Beukelaer, Raoul Henkart, Max Janlet, Werner Mund, André Poplimont                        |
| 5     | DEN  | Axel Bloch, Erik Kofoed-Hansen, Aage Leidersdorff, Ivan Osiier                                      |
| 6     | MEX  | Gerónimo Delgadillo, Eduardo Prieto Souza, Eduardo Prieto, Francisco Valero                         |
| 7     | CAN  | Ernest Dalton, Henri Delcellier, Patrick Farrell, Bertram Markus                                    |

Datum: 5. bis 7. August 1932 

32 Teilnehmer aus 7 Ländern

### Florett Einzel
| Platz | Land | Sportler            | Siege |
| ----- | ---- | ------------------- | ----- |
| 1     | ITA  | Gustavo Marzi       | 9:0   |
| 2     | USA  | Joseph Levis        | 6:3   |
| 3     | ITA  | Giulio Gaudini      | 5:4   |
| 4     | ITA  | Gioacchino Guaragna | 5:4   |
| 5     | GER  | Erwin Casmir        | 5:4   |
| 6     | GBR  | Emrys Lloyd         | 5:4   |
| 7     | ARG  | Roberto Larraz      | 3:6   |
| 8     | FRA  | René Bougnol        | 3:6   |
| 9     | FRA  | Philippe Cattiau    | 2:7   |
| 10    | ARG  | Ángel Gorordo       | 2:7   |

Datum: 2. bis 4. August 1932 

26 Teilnehmer aus 12 Ländern

### Florett Mannschaft
| Platz | Land | Sportler                                                                                            |
| ----- | ---- | --------------------------------------------------------------------------------------------------- |
| 1     | FRA  | René Bondoux, René Bougnol, Philippe Cattiau, Édward Gardère, René Lemoine, Jean Piot               |
| 2     | ITA  | Giulio Gaudini, Gioacchino Guaragna, Gustavo Marzi, Giorgio Pessina, Ugo Pignotti, Rodolfo Terlizzi |
| 3     | USA  | Hugh Alessandroni, George Calnan, Dernell Every, Joseph Levis, Frank Righeimer, Richard Steere      |
| 4     | DEN  | Axel Bloch, Erik Kofoed-Hansen, Aage Leidersdorff, Ivan Osiier                                      |
| 5     | ARG  | Ángel Gorordo, Roberto Larraz, Raúl Saucedo, Rodolfo Valenzuela                                     |
| 6     | MEX  | Leobardo Candiani, Raymundo Izcoa, Eduardo Prieto, Jesús Sánchez                                    |

Datum: 31. Juli bis 1. August 1932 

30 Teilnehmer aus 6 Ländern

### Säbel Einzel
| Platz | Land | Sportler             | Siege |
| ----- | ---- | -------------------- | ----- |
| 1     | HUN  | György Piller        | 8:1   |
| 2     | ITA  | Giulio Gaudini       | 7:2   |
| 3     | HUN  | Endre Kabos          | 5:4   |
| 4     | GER  | Erwin Casmir         | 5:4   |
| 5     | HUN  | Attila Petschauer    | 5:4   |
| 6     | USA  | John Huffman         | 5:4   |
| 7     | DEN  | Ivan Osiier          | 4:5   |
| 8     | ITA  | Arturo De Vecchi     | 3:6   |
| 9     | USA  | Norman Cohn-Armitage | 3:6   |
| 10    | ITA  | Emilio Salafia       | 0:9   |

Datum: 12. bis 13. August 1932 

25 Teilnehmer aus 12 Ländern

### Säbel Mannschaft
| Platz | Land | Sportler                                                                                                |
| ----- | ---- | --- |
| 1     | HUN  | Aladár Gerevich, Gyula Glykais, Endre Kabos, Ernő Nagy, Attila Petschauer, György Piller                |
| 2     | ITA  | Renato Anselmi, Arturo De Vecchi, Giulio Gaudini, Gustavo Marzi, Ugo Pignotti, Emilio Salafia           |
| 3     | POL  | Władysław Dobrowolski, Tadeusz Friedrich, Leszek Lubicz-Nycz, Adam Papée, Władysław Segda, Marian Suski |
| 4     | USA  | Peter Bruder, Norman Cohn-Armitage, Ralph Faulkner, John Huffman, Nickolas Muray, Harold Van Buskirk    |
| 5     | DEN  | Axel Bloch, Erik Kofoed-Hansen, Aage Leidersdorff, Ivan Osiier                                          |
| 6     | MEX  | Gerónimo Delgadillo, Antonio Haro, Nicolás Reyero, Francisco Valero                                     |

Datum: 10. bis 11. August 1932 

32 Teilnehmer aus 6 Ländern

## Ergebnisse Frauen

### Florett Einzel
| Platz | Land | Sportlerin      | Siege |
| ----- | ---- | --------------- | ----- |
| 1     | AUT  | Ellen Preis     | 8:1   |
| 2     | GBR  | Judy Guinness   | 8:1   |
| 3     | HUN  | Erna Bogen      | 7:2   |
| 4     | BEL  | Jenny Addams    | 6:3   |
| 5     | GER  | Helene Mayer    | 5:4   |
| 6     | NED  | Johanna de Boer | 5:4   |
| 7     | DEN  | Gerda Munck     | 2:7   |
| 8     | DEN  | Grete Olsen     | 2:7   |
| 9     | USA  | Marion Lloyd    | 2:7   |
| 10    | GBR  | Peggy Butler    | 0:9   |

Datum: 2. bis 4. August 1932 

17 Teilnehmerinnen aus 11 Ländern
Den Sieg im Finale verdankte Ellen Preis der Fairness ihrer Gegnerin. Judy Guinness lag nach Punkten vorne, als diese zwei Fehlentscheidungen der Schiedsrichter zu ihren Ungunsten selbst korrigierte.